# Watch Dogs 2
A Watch Dogs 2 (stilizáltan WATCH_DOGS 2 ) egy 2016-os akció-kalandjáték, amit a Ubisoft Montreal fejlesztett ki és a Ubisoft adott ki. Ez a 2014-es Watch Dogs folytatása és a Watch Dogs sorozat második része. 2016 novemberében jelent meg PlayStation 4-re, Xbox One-ra és a Microsoft Windows-ra.
A San Francisco-öböl térségének kitalált változatában játszódó játék külső nézetből játszható, és a nyílt világban járművekkel vagy gyalog lehet közlekedni. A játékosok Marcus Holloway-t irányítják, egy hackert, aki a DedSec hackercsoporttal együttműködve veszi irányítása alá a város fejlett informatikai rendszerét, a ctOS-t. A küldetések teljesítésének többféle módja van, és minden sikeres feladat növeli a DedSec követőinek számát. A kooperatív többjátékos mód egyenlő esélyekkel teszi lehetővé a harcot és a kapcsolatot más játékosokkal, hogy kiiktassák a város bajkeverő játékosait.

## Folytatása
A Watch Dogs 2 folytatása, a Watch Dogs: Legion, 2020. október 29-én jelent meg.

## Fordítás
Ez a szócikk részben vagy egészben  a   Watch Dogs 2 című angol Wikipédia-szócikk ezen változatának fordításán alapul.  Az eredeti cikk szerkesztőit annak laptörténete sorolja fel. Ez a jelzés csupán a megfogalmazás eredetét és a szerzői jogokat jelzi, nem szolgál a cikkben szereplő információk forrásmegjelöléseként.